# Hayward Augustus Harvey
Hayward Augusto Harvey (Jamestown, 17 gennaio 1824 – Orange, 28 agosto 1893) è stato un inventore e imprenditore statunitense.

## Biografia
Hayward Harvey è conosciuto per aver inventato il "processo Harvey" per cementare la superficie anteriore della corazza di acciaio. La risultante corazzatura Harvey è stato ampiamente utilizzata sulle navi corazzate nel 1890. Nacque a Jamestown. Inventò il processo Harvey mentre viveva a Orange, ove morì il 28 agosto 1893.

## Brevetti
- Brevetto USA 506.689, Fabbricazione di guide in acciaio per le ferrovie
- Brevetto USA 498.390, Miglioramento della cementazione dell'acciaio
- Brevetto USA 460262, Miglioramento delle piastre di acciaio temprato
- Brevetto USA 460.261, Cannone
- Brevetto USA 329.738, Rondella